# Юрси
Юрси́ (фр. Urcy) — коммуна во Франции, находится в регионе Бургундия. Департамент коммуны — Кот-д’Ор. Входит в состав кантона Жевре-Шамбертен. Округ коммуны — Дижон.
Код INSEE коммуны — 21650.

## Население
Население коммуны на 2010 год составляло 159 человек.
| 1962 | 1968 | 1975 | 1982 | 1990 | 1999 | 2010 |
| ---- | ---- | ---- | ---- | ---- | ---- | ---- |
| 75   | 63   | 46   | 65   | 83   | 117  | 159  |

## Экономика
В 2010 году среди 110 человек трудоспособного возраста (15—64 лет) 86 были экономически активными, 24 — неактивными (показатель активности — 78,2 %, в 1999 году было 70,3 %). Из 86 активных жителей работали 80 человек (43 мужчины и 37 женщин), безработных было 6 (2 мужчин и 4 женщины). Среди 24 неактивных 8 человек были учениками или студентами, 10 — пенсионерами, 6 были неактивными по другим причинам.